# Jeff Lowe
Jeff Lowe (13. září 1950 Ogden – 24. srpna 2018 Colorado) byl americký horolezec, podporovatel Alpského stylu ve vysokých horách. Provedl řadu prvovýstupů jak v domovských Spojených státech (ve Skalnatých horách), tak i v Alpách a Himálaji. Již v roce 1958 vystoupil se svým otcem na Grand Teton (4199 m n. m.). Roku 1979 vystoupil na nepálskou horu Ama Dablam (6812) a následujícího roku se neúspěšně pokusil o Skjang Kangri (7545). Na kontě měl více než tisíc prvovýstupů. Jeho bratrem byl Greg Lowe (Lowe Alpine). Zemřel roku 2018 ve věku 67 let.